# Óscar Pérez
Óscar „Conejo” Pérez Rojas (ur. 1 lutego 1973 w mieście Meksyk) – meksykański piłkarz występujący na pozycji bramkarza, reprezentant Meksyku.

## Kariera klubowa
Pérez od początku zawodowej kariery był związany z klubem Cruz Azul. Początkowo pełnił tam rolę rezerwowego dla Urugwajczyka Roberta Siboldiego, później rywalizował o miejsce między słupkami między innymi ze swoim rodakiem – Carlosem Brionesem. Zadebiutował w sezonie 1993/1994 w zremisowanym 0:0 meczu z Atlas Guadalajara. Miejsce w pierwszej jedenastce Pérez na stałe wywalczył sobie w sezonie 1997/1998. Wtedy stał się podstawowym golkiperem swojej drużyny. Dwa razy z rzędu – w 1996 i 1997 razem z zespołem triumfował w rozgrywkach Pucharu Mistrzów CONCACAF. Zdobył z nim także puchar kraju w 1996 oraz mistrzostwo w 1998. Dla Cruz Azul Óscar rozegrał 413 ligowych spotkań.
Latem 2008 Rojas został wypożyczony do Tigres UANL i zadebiutował 13 lipca w zremisowanym 1:1 towarzyskim meczu właśnie z Cruz Azul. Wywalczył sobie miejsce w podstawowym składzie i do końca sezonu rozegrał 28 meczów. Po zakończeniu rozgrywek Rojas został wypożyczony do innego meksykańskiego klubu – Jaguares de Chiapas.
Po powrocie do Cruz Azul został wypożyczony do beniaminka pierwszej ligi, Necaxy; nie zdołał jednak uchronić drużyny przed spadkiem do Liga de Ascenso. Latem 2011 został zawodnikiem drużyny San Luis.
1 lipca 2019 zakończył karierę.

## Kariera reprezentacyjna
W reprezentacji Meksyku Pérez zadebiutował w 16 grudnia 1997 w wygranym 5:0 pojedynku z Arabią Saudyjską w ramach Pucharu Konfederacji. W 1998 roku został powołany do drużyny narodowej na Mistrzostwa Świata we Francji. Meksykanie na mundialu tym dotarli do 1/8 finału, w którym zostali wyeliminowani przez Niemców. Pierwszym bramkarzem „El Tri” na mistrzostwach był Jorge Campos, który bronił w każdym ze spotkań.
W 2002 Óscar znalazł się w kadrze Javiera Aguirre na Mistrzostwa Świata w Korei Południowej i Japonii. Na turnieju tym reprezentacja Meksyku także została wyeliminowana w 1/8 finału, w którym tym razem musiała uznać wyższość Stanów Zjednoczonych. Na mundialu w Azji Pérez był podstawowym golkiperem swojego zespołu i zagrał we wszystkich 4 pojedynkach. Łącznie dla drużyny narodowej zanotował 55 występów.
W 2010 roku Pérez został powołany przez Javiera Aguirre na Mistrzostwa Świata w RPA. Meksyk odpadł ostatecznie w 1/8 finału po przegranym 1:3 spotkaniu z Argentyną. 37-letni golkiper Jaguares niespodziewanie wystąpił we wszystkich czterech meczach „El Tri”, spisując się średnio i często broniąc niepewnie. Po Mundialu Aguirre był krytykowany za decyzję powierzenia Pérezowi pozycji pierwszego bramkarza drużyny; za faworyta do miejsca w wyjściowym składzie uznawany był utalentowany Guillermo Ochoa.